# Wilhelm Hertz
Wilhelm Hertz, född den 24 september 1835 i Stuttgart, död den 7 januari 1902 i München, var en tysk skald och litteraturhistoriker.
Hertz studerade filologi i Tübingen och München, där han slöt sig till den skaldekrets, som bildades av Geibel, Heyse, Lingg med flera. Han blev 1862 docent vid universitetet i München och 1869 professor i litteraturhistoria vid polyteknikum där. 
Hertz debuterade med en samling levnadsglada och melodiska Gedichte (1859; 2:a upplagan 1901). Hans senare originaldikter behandlar medeltidsämnen med älskvärd och graciös konst. Av dem kan nämnas Lanzelot und Ginevra (1860), Hugdietrichs Brautfahrt (1863; 4:e upplagan 1908), Heinrich von Schwaben (1868; 3:e upplagan 1903) och Bruder Rausch (1882; 4:e upplagan 1902). 
Med en sällsynt stilistisk elegans översatte Hertz ett stort antal franska medeltidsdikter, Roland, das älteste französische Epos (1861), Marie de France. Poetische Erzählungen nach altbretonischen Liebessagen (1862), Aucassin und Nicolette (1865) och novellsamlingen Spielmannsbuch (1886; 2:a upplagan 1900), varjämte han bearbetade Gottfrieds från Strassburg "Tristan und Isolde" (1877; 5:e upplagan 1907) och Wolfram von Eschenbachs "Parzival" (1898; 3:e upplagan 1903). 
Även hans vetenskapliga arbeten sysslar med den medeltida litteraturen; bland dem märks studier över Nibelungenlied (1877), Gralsagan (1882), Aristoteles i Alexandersdikten (1890) och Mandragola (1893). Gesammelte Dichtungen utgavs 1900 (2:a upplagan 1904).